# Afrixalus brachycnemis
Afrixalus brachycnemis (tên tiếng Anh: Lesser Banana Frog) là một loài ếch thuộc họ Hyperoliidae.
Loài này có ở Malawi, Mozambique, Tanzania, và có thể cả Zambia.
Môi trường sống tự nhiên của chúng là xavan ẩm, vùng cây bụi ẩm khu vực nhiệt đới hoặc cận nhiệt đới, đồng cỏ nhiệt đới hoặc cận nhiệt đới vùng ngập nước hoặc lụt theo mùa, đầm nước, đầm nước ngọt có nước theo mùa, đất canh tác, vùng đồng cỏ, và đất nông nghiệp có lụt theo mùa.
Chúng hiện đang bị đe dọa vì mất môi trường sống.

## Hình ảnh

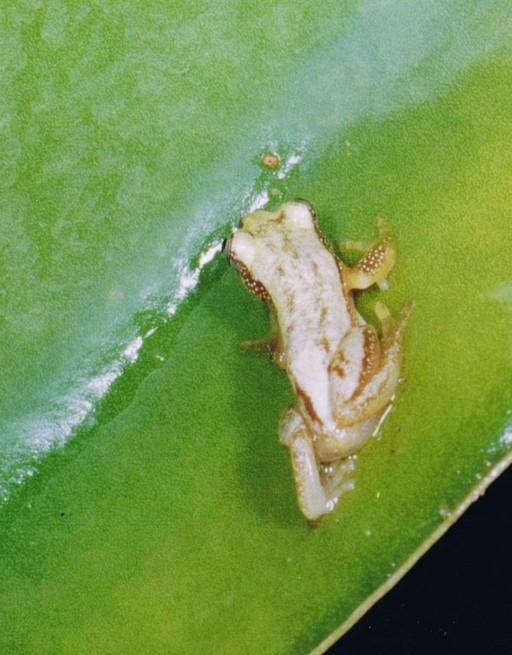